# Neostethus zamboangae
Neostethus zamboangae is een straalvinnige vissensoort uit de familie van dwergaarvissen (Phallostethidae). De wetenschappelijke naam van de soort is voor het eerst geldig gepubliceerd in 1942 door Herre.